# Emmanuel Moynot
Pour les articles homonymes, voir Moynot.
Emmanuel Moynot est un auteur de bande dessinée français né le 15 avril 1960.
Actif depuis le début des années 1980, il est découvert par le grand public lorsqu'il succède à Jacques Tardi sur les adaptations en bande dessinée de Nestor Burma, d'après les romans de Léo Malet.

## Biographie

### Débuts chez Glénat
Emmanuel Moynot est le fils de Jean-Louis Moynot, dirigeant syndicaliste, membre du bureau confédéral de la CGT de 1967 à 1981, et de Geneviève Moynot-Dandres. Il est le frère de Clotilde Moynot et le neveu de Bruno Moynot. Il grandit en région parisienne. Il débute dans la bande dessinée en publiant des récits courts dans des fanzines, en particulier PLG (à partir du no 8 du printemps 1981) et Dommage (no 4 à 7, 1981-82). Tout en restant fidèle à PLG, Moynot cherche rapidement à collaborer avec des éditeurs professionnels : après quelques travaux mal payés pour Elvifrance, il participe ainsi bénévolement de 1982 à 1984 à la revue diffusée en kiosque Viper. Puis, sur les conseils d'Henri Filippini, rédacteur en chef du mensuel Circus, propose une bande dessinée policière à Glénat, qui l'accepte : ce premier album, L'Enfer du jour, paraît en novembre 1983,. 
Dans les années suivantes, Moynot continue à travailler pour Glénat : il signe plusieurs histoires courtes, souvent liées à la guerre d'Indochine, dans des hors-séries de Circus (onze entre 1984 et 1987) et dessine un diptyque sur la Seconde Guerre mondiale écrit par Michel Schetter, Yerushalaïm, prépublié dans le mensuel Vécu (1985-1986). Si Moynot n'apprécie pas ce travail de commande (le projet avait été refusé par Alain Mounier) qui le force à dessiner des avions, cela lui permet de vivre de la bande dessinée à plein temps. Cependant, lorsque Moynot indique à Filippini qu'il désire un droit de regard sur le troisième tome, Schetter met fin à leur collaboration, et Moynot quitte Glénat face au refus d'éditeur ses récits courts parus dans Circus. Moynot, insatisfait du dessin réaliste qu'il s'imposait chez Glénat, cherche alors à développer un projet plus personnel.
Pensant que ses trois albums lui ouvriront des portes, Moynot démarche ensuite les éditeurs avec le recueil d'histoires courtes La Pension des Deux-Roses. Essuyant des échecs répétés, il travaille durant deux ans uniquement pour la communication tout en s'occupant de sa fille et se mettant à la musique. Puis il retravaille son projet d'album, finalement publié en 1989 par la maison d'édition belge Magic Strip, alors en déclin. Moynot, qui adopte alors un dessin semi-réaliste à la Tardi, doit cependant continuer les travaux alimentaires, dans la publicité ou en collaborant à des revues comme I Love English (1990-93) et Je bouquine (1990-91),.

### Passage à des projets plus personnels
Moynot présente ensuite à Dargaud, qui venait de voir partir nombre de ses auteurs les plus rentables et cherchait de nouvelles séries, Le Temps des bombes, un triptyque sur l'anarchisme que le nouveau directeur littéraire Didier Christmann accepte face à la détermination de Moynot. Si Moynot réalise avec la coloriste Johanna Schipper les deux premiers albums en 1992 et 1993, il sollicite le scénariste Dieter, dont il avait apprécie le travail sur Julien Boisvert, pour l'aider à achever le troisième volume, paru en 1994. Cette collaboration s'avérant fructueuse, les deux hommes signent ensuite Qu'elle crève la charogne chez Vents d'Ouest (1995) et Bonne fête, maman ! dans la revue Gotham (1996, recueilli en album par Casterman en 1998), deux ouvrages évoquant la vie urbaine quotidienne contemporaine. Dargaud accepte également de publier une version redessinée et augmentée de L'Enfer du jour en 1995, travail qui permet à Emmanuel Moynot de reprendre un album dont il appréciait le scénario mais dont le dessin l'embarrassait.
Dieter et Moynot lancent encore chez Dargaud en 1997 la série conceptuelle Nord-Sud, dont chaque album est une enquête policière indépendante se déroulant dans une ville différente du globe. L'expérience est cependant interrompue après deux tome et c'est Delcourt qui publie leur projet suivant : Vieux Fou ! (1999 à 2001) autour du personnage de Javier, un ancien de la lutte contre le franquisme, kidnappant un enfant pour payer ses vieux jours. Parallèlement à cette collaboration, Moynot, qui désire ne pas être catalogué comme auteur de bande dessinée policière et historique, se remet à travailler seul en 1997 sur deux projets d'albums concrétisés en 1999 : l'histoire intimiste Pendant que tu dors, mon amour chez Casterman et le court récit humoristique Y5/P5, une merveilleuse histoire d'amour chez PMJ éditions.

### Autres activités
Parallèlement à sa carrière d'auteur et de scénariste de bande dessinée, il est musicien. Auteur-compositeur, chanteur et guitariste, il chante dans les années 1980 dans le groupe Les Chiens de Dieu, puis dans un autre nommé  Bonobo au cours de la décennie suivante. 
Après avoir habité à Paris, Moynot réside à Bordeaux depuis 2003.

## Thèmes et style
Moynot se considère davantage comme un « auteur de récit » que comme un pur « dessinateur ».
L'univers de ses albums est sombre voire fataliste. Attachant une importance aux personnages et aux décors, ses thèmes de prédilection sont « l'erreur » (L'enfer du jour), « la méprise amoureuse » (À quoi tu penses ?, Pendant que tu dors mon amour), la solitude des hommes (Bonne fête Maman !, Monsieur Khol, L'année dernière, L'heure la plus sombre vient toujours avant l'aube) ou la difficulté de la création artistique (Oscar & Monsieur O, Anatomie du désordre) .  
Il a aussi traité du thème de l'anarchie à travers l'itinéraire du personnage d'Augustin au tournant du XXe siècle dans Le temps des bombes (1992 à 1994).

## Œuvres

### Bande dessinée
- L'Enfer du jour, Glénat, coll. « BD noire », 1983  (ISBN 2723404021). 
  - L'Enfer du jour, Dargaud, coll. « Roman BD », 1995  (ISBN 2205044524). Ouvrage de 1983 redessiné et augmenté de trois chapitres. Réédité par Delcourt (coll. « Encrages ») en 2003  (ISBN 2840559994).
- Yérushalaïm, scénario de Michel Schetter, Glénat, coll. « Vécu » :

1. Shoshik, 1985  (ISBN 2723406091).
2. L'Hiver de faust, 1986  (ISBN 2723407624).

- Le Fil rouge (scénario de Jack Chaboud), Glénat Concept pour les Assurances générales de France, 1987[13].
- Le Revenant (scénario de François Rivière), Jeune Chambre économique des Herbiers, 1988  (ISBN 2840559994).
- La Pension des Deux Roses (une histoire écrite par Charles Berberian), Magic Strip, 1989  (ISBN 2803502070). Réédité par P.L.G. Éditions en 2005  (ISBN 2951557892).
- Le Temps des bombes (couleur de Johanna Schipper), Dargaud :

1. Au nom du Père, 1992  (ISBN 2205040693).
2. L'Esprit de révolte, 1993  (ISBN 2205041274).
3. Le Fils perdu (coscénario de Dieter), 1994  (ISBN 2205041967).

- - Éditions intégrales chez Delcourt (coll. « Encrages ») en 2000  (ISBN 2840555107) puis Casterman en 2014  (ISBN 9782203084285).
- Qu’elle crève la charogne ! (coscénario de Dieter), coll. « Gibier de potence », éditions Vents d'Ouest, 1995  (ISBN 2869673612).
- Nord-Sud (coscénario de Dieter, couleur de Jean-Jacques Chagnaud), Dargaud :

1. Moscou, 1997  (ISBN 2205043927).
2. Los Angeles, 1997  (ISBN 2205045598)[14].

- Y5/P5 une merveilleuse histoire d'amour, P.M.J. éditions, 1998  (ISBN 2950656161)[15].
- Bonne fête maman !, coscénario de Dieter, Casterman, 1998  (ISBN 2203334649)[16].
- Pendant que tu dors, mon amour…, Casterman, 1999  (ISBN 2203334738).
- Vieux Fou !, coscénario de Dieter, coll. « Sang froid », Delcourt :

1. Vieux Fou ! (couleur de Jean-Jacques Chagnaud), 1999  (ISBN 2840553708).
2. Le Retour du vieux fou, 2000  (ISBN 284055528X).
3. Vieux fou contre Godzilla, 2001  (ISBN 2840556596).

- À quoi tu penses ?, Casterman, 2000  (ISBN 2203334835)[17].
- Monsieur Khol (coscénario de Dieter), coll. « Carrément BD », Glénat, 2001  (ISBN 2723434192)[18].
- Une folie très ordinaire, t. 2 : Ewane Nagowitch (scénario de Christian Godard, dessin avec Franck Bonnet, Philippe Jarbinet et Alain Mounier), coll. « Bulle noire », Glénat, 2002  (ISBN 2723434273).
- Oscar & Monsieur O, coll. « Carrément BD », Glénat, 2002  (ISBN 2723437116)[19].
- Anatomie du désordre (couleur de Laurence Busca), coll. « 20 Carrément 20 », Glénat, 2003  (ISBN 2723440125)[20].
- Démons (scénario de Jean-Luc Cornette), coll. « Graphica », Glénat :

1. Le Drosera géant, 2004  (ISBN 2723443582).
2. On a toute la vie (couleur de Laurence Busca), 2005  (ISBN 2723446751).

- Nestor Burma (d'après les romans de Léo Malet et l'adaptation de Jacques Tardi), Casterman :

1. La Nuit de Saint-Germain-des-Prés (couleur Laurence Busca), 2005  (ISBN 2203399082).
2. Le soleil naît derrière le Louvre (couleur Laurence Busca), 2007  (ISBN 9782203399327).
3. L'Envahissant Cadavre de la plaine Monceau (couleur Laurence Busca), 2009  (ISBN 9782203021785).
4. Nestor Burma contre CQFD (couleur Chantal Quillec), 2016  (ISBN 9782203108905).
5. L’Homme au sang bleu (couleur Chantal Quillec), 2017  (ISBN 9782203122161).
6. Les Rats de Montsouris, 2020 Dessin : François Ravard  (ISBN 9782203190832)

- L’Année dernière (coscénario Marc Lizano), Delcourt, coll. « Mriages », 2006  (ISBN 2847899936).
- Pourquoi les baleines bleues viennent elles s’échouer Sur nos rivages?, Dupuis, coll. « Aire Libre », 2006  (ISBN 2800138238). Réédition Futuropolis, 2010  (ISBN 9782754803847).
- L'Heure la plus sombre vient toujours avant l'aube, Futuropolis, 2008  (ISBN 9782754801423).
- Pierre Goldman, la vie d'un autre,  Futuropolis, 2012  (ISBN 2754803688).
- Hurlements en coulisses[21], Futuropolis, 2013  (ISBN 9782754807364). Bande dessinée documentaire consacrée à une tournée du groupe Les Hurlements d'Léo.
- L'Homme qui assassinait sa vie (d'après le roman de Jean Vautrin), Casterman, 2013  (ISBN 9782203068612).
- Suite française : Tempête en juin (d'après le roman d'Irène Némirovsky, lavis de Chantal Quillec), Denoël Graphic, 2015  (ISBN 9782207118177).
- L'Original, Casterman, 2016  (ISBN 9782203084278).
- No Direction, Sarbacane, 2019  (ISBN 9782377313051).
- La Philosophie dans la savane, Éditions Rouquemoute, 2022  (ISBN 9791096708574)
- L'Assommoir, d'après Émile Zola, adaptation de Xavier Bernou et Mathieu Solal, couleurs de Chantal Quillec, Les Arènes BD, 2022  (ISBN 9791037506924)
- Cherchez Charlie, Sarbacane, 2023  (ISBN 9782377319176)
- L'Humanité de mes couilles, Fluide Glacial, 2023  (ISBN 9791038205666)
- La suprématie des underbaboons , Glénat, 2024  (ISBN 9782344059807)
- L'armée des ombres, d'après Joseph Kessel, adaptation et scénario de Jean-David Morvan, décors de Benoît Lacou, couleurs de Ooshima Hiroyuki, Alizée Bertheloot et Adèle Martin, Philéas 2024  (ISBN 9782385020316)

### Collectif
- Paroles de Verdun, Éditions Soleil, 2007
- Québec. Un détroit dans le fleuve[b], Casterman, 2008
- Le crime parfait, Philéas, 2022

### Illustration
- Chasse à l'homme, Frédéric Blayo, Histoires à Jouer, Le livre de poche, mars 1988.
- Couverture de la revue Ping Pong, n°2, Charette éditions / Les enfants rouges, octobre 2007

## Récompense

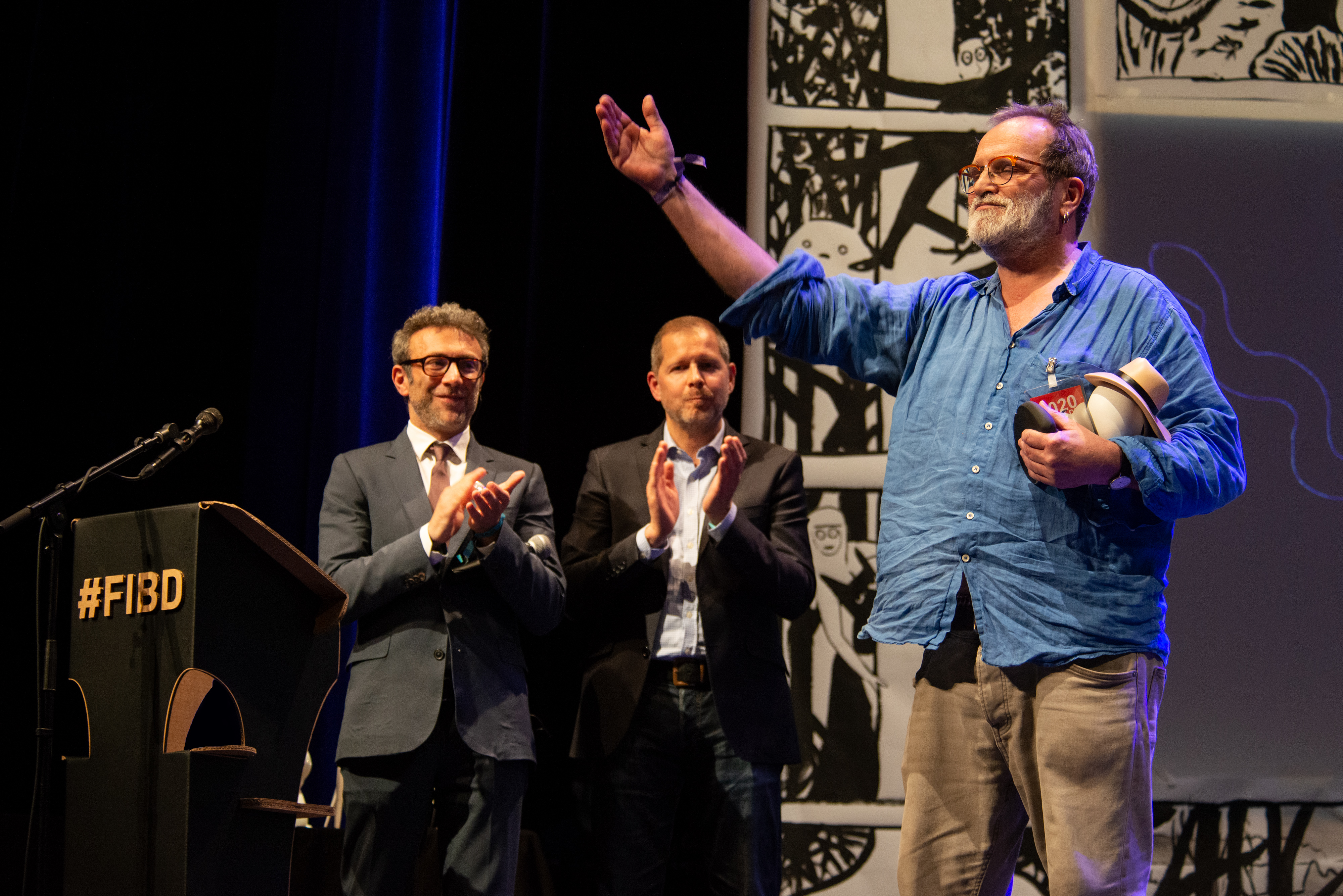
Emmanuel Moynot avec le Fauve Polar au Festival d'Angoulême 2020.

- 2020 : Fauve Polar SNCF pour No Direction (éditions Sarbacane)[22], Festival d'Angoulême 2020